# Communauté de communes du Bassin de Marennes
La communauté de communes du Bassin de Marennes est une communauté de communes française, située dans le département de la Charente-Maritime et la région Nouvelle-Aquitaine.

## Histoire
- 18 décembre 1996 : création de la communauté de communes
- 15 juillet 1996 : délimitation du périmètre de la communauté de communes

## Territoire communautaire

### Géographie physique
Située à l'ouest  du département de la Charente-Maritime, la communauté de communes du Bassin de Marennes regroupe 6 communes et présente une superficie de 181,9 km2.

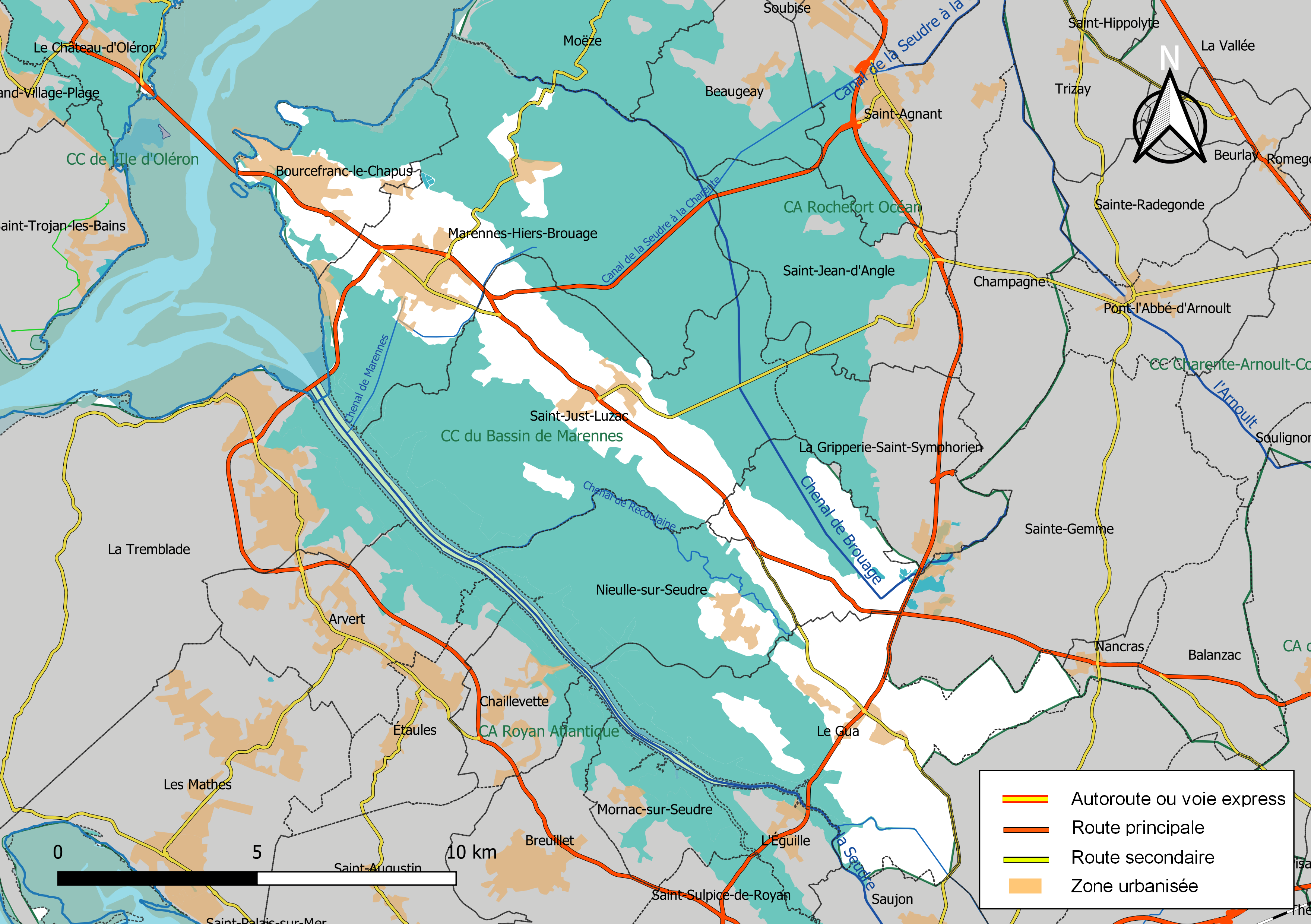
Carte de la communauté de communes du Bassin de Marennes au 1er janvier 2019.

### Composition

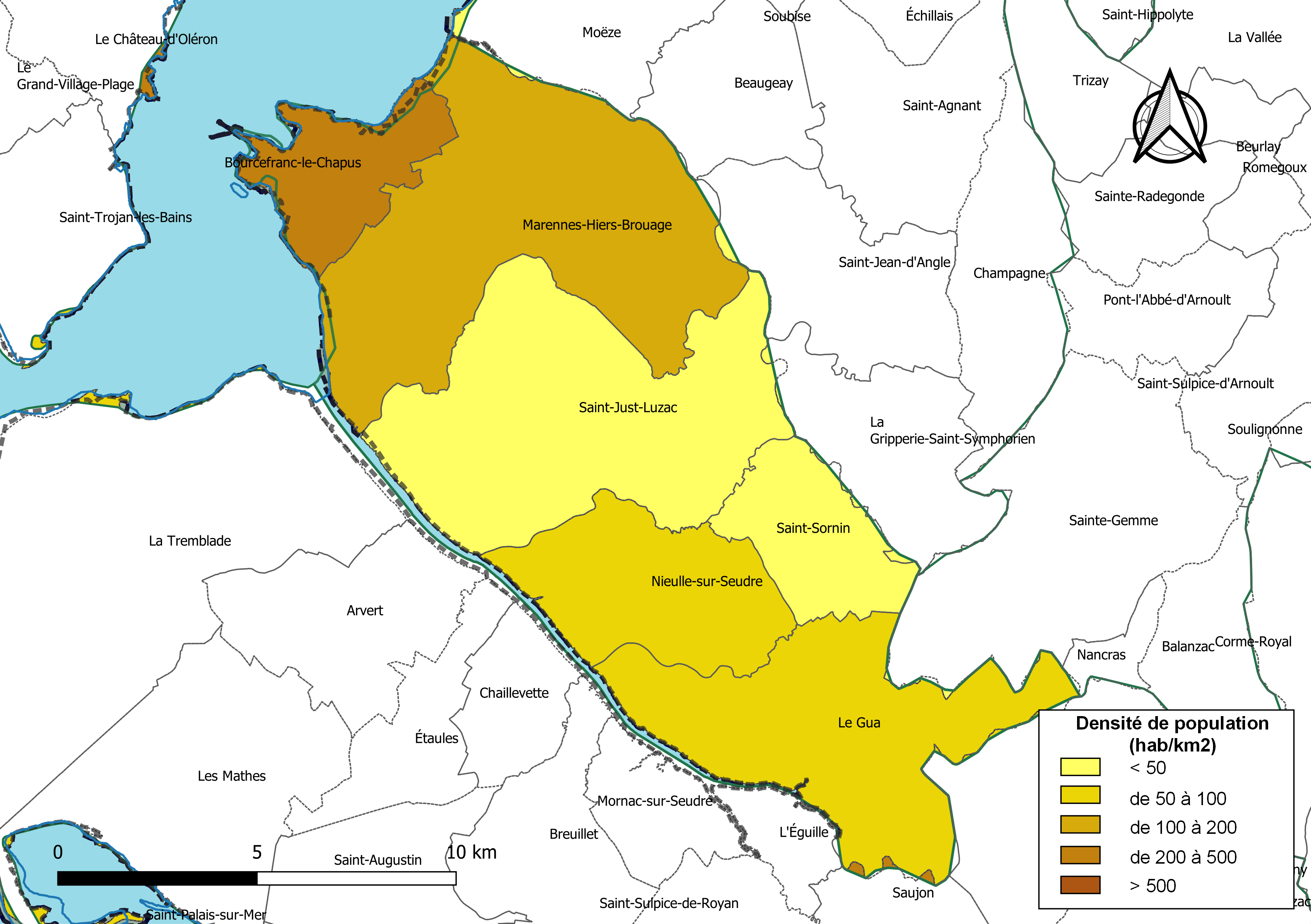
Carte des densités de population (millésimée 2016) des communes de la communauté de communes du Bassin de Marennes. Composition en communes au 1er janvier 2019.

La communauté de communes est composée des 6 communes suivantes :

| Nom                            | Code Insee | Gentilé                   | Superficie (km2) | Population (dernière pop. légale) | Densité (hab./km2) |
| ------------------------------ | ---------- | ------------------------- | ---------------- | --------------------------------- | ------------------ |
| Marennes-Hiers-Brouage (siège) | 17219      |                           | 51,44            | 6 148 (2022)                      | 120                |
| Bourcefranc-le-Chapus          | 17058      | Bourcefrançais            | 12,4             | 3 515 (2022)                      | 283                |
| Le Gua                         | 17185      | Saillandous               | 36,09            | 2 115 (2022)                      | 59                 |
| Nieulle-sur-Seudre             | 17265      | Nieullais                 | 20,75            | 1 224 (2022)                      | 59                 |
| Saint-Just-Luzac               | 17351      | Saint-Justais et Luzacais | 47,74            | 2 100 (2022)                      | 44                 |
| Saint-Sornin                   | 17406      | Saint-Sorninois           | 13,49            | 420 (2022)                        | 31                 |

### Démographie
| 1968   | 1975   | 1982   | 1990   | 1999   | 2006   | 2011   | 2016   |
| ------ | ------ | ------ | ------ | ------ | ------ | ------ | ------ |
| 11 575 | 11 097 | 11 448 | 11 932 | 12 470 | 13 870 | 15 038 | 15 403 |

## Administration

### Siège
Le siège de la communauté de communes est à Marennes-Hiers-Brouage, 10 rue du Maréchal Foch.

### Tendances politiques
| Commune                | Maire                        | Étiquette | Étiquette |
| ---------------------- | ---------------------------- | --------- | --------- |
| Bourcefranc-le-Chapus  | Guy Proteau                  |           | UDI       |
| Le Gua                 | Patrice Brouhard             |           | DVG       |
| Marennes-Hiers-Brouage | Claude Balloteau             |           | DVG       |
| Nieulle-sur-Seudre     | François Servent             |           | DVG       |
| Saint-Just-Luzac       | Ghislaine Le Rocheleuil-Bégu |           | DVG       |
| Saint-Sornin           | Joël Papineau                |           | SE        |

### Conseil communautaire
Les 27 conseillers titulaires sont ainsi répartis selon le droit commun comme suit : 
| Nombre de délégués | Communes               |
| ------------------ | ---------------------- |
| 11                 | Marennes-Hiers-Brouage |
| 6                  | Bourcefranc-le-Chapus  |
| 4                  | Le Gua                 |
| 3                  | Saint-Just-Luzac       |
| 2                  | Nieulle-sur-Seudre     |
| 1                  | Saint-Sornin           |

### Élus
La communauté de communes est administrée par son conseil communautaire constitué en 2020 de 27 conseillers communautaires, qui sont des conseillers municipaux représentant chacune des communes membres.
À la suite des élections municipales de 2020 en Charente-Maritime, le conseil communautaire du 5 juin 2020 a réélu son président, Mickaël Vallet, maire de Marennes-Hiers-Brouage, ainsi que ses 6 vice-présidents. Après son élection comme sénateur, Mickaël Vallet quitte ses fonctions de maire et de président de l'intercommunaulité et est remplacé le 5 novembre 2020 par Patrice Brouhard, maire du Gua. À cette date, la liste des vice-présidents est la suivante :
|     | Attributions                                         | Identité         | Qualité                                        |
| --- | ---------------------------------------------------- | ---------------- | ---------------------------------------------- |
| 1er | Gestion des zones humides et valorisation des marais | Jean-Marie Petit | Maire délégué de Hiers-Brouage                 |
| 2e  | Développement économique                             | Joël Papineau    | Maire de Saint-Sornin                          |
| 3e  | Tourisme et patrimoine                               | Guy Proteau      | Maire de Bourcefranc-le-Chapus                 |
| 4e  | Développement durable et accueil des gens du voyage  | François Servent | Maire de Nieulle-sur-Seudre                    |
| 5e  | Culture, sport et coopération interterritoriale      | Alain Bompard    | Conseiller municipal de Marennes-Hiers-Brouage |
| 6e  | Affaires sociales                                    | Mariane Luqué    | Adjointe au maire de Marennes-Hiers-Brouage    |

Ensemble, ils forment le bureau communautaire pour la période 2020-2026.

### Liste des présidents
| Période                                  | Période                    | Identité         | Étiquette | Qualité |
| ---------------------------------------- | -------------------------- | ---------------- | --------- | --- |
| Les données manquantes sont à compléter. |                            |                  |           | |
| 2014                                     | septembre 2020 (démission) | Mickaël Vallet   | PS        | Sénateur de la Charente-Maritime (2020 → ) Maire de Marennes (2008 → 2018) Maire de Marennes-Hiers-Brouage (2019 → 2020) Conseiller départemental du canton de Marennes (2015 → ) Démissionnaire à la suite de son élection comme sénateur |
| 5 novembre 2020                          | En cours                   | Patrice Brouhard | DVG       | Maire du Gua (2014 → ) |

### Compétences
- Aménagement de l'espace
  - Aménagement rural (à titre facultatif)
  - Création et réalisation de zone d'aménagement concerté (ZAC) (à titre obligatoire)
  - Plans locaux d'urbanisme (à titre facultatif)
  - Prise en considération d'un programme d'aménagement d'ensemble et détermination des secteurs d'aménagement au sens du code de l'urbanisme (à titre facultatif)
  - Schéma de cohérence territoriale (SCOT) (à titre obligatoire)
- Autres
  - Acquisition en commun de matériel (à titre facultatif)
  - Gestion d'un centre de secours (à titre facultatif)
- Développement et aménagement économique
  - Action de développement économique (Soutien des activités industrielles, commerciales ou de l'emploi, soutien des activités agricoles et forestières...) (à titre obligatoire)
  - Création, aménagement, entretien et gestion de zone d'activités industrielle, commerciale, tertiaire, artisanale ou touristique (à titre obligatoire)
  - Création, aménagement, entretien et gestion de zone d'activités portuaire ou aéroportuaire (à titre obligatoire)
  - Tourisme (à titre obligatoire)
- Développement et aménagement social et culturel
  - Activités culturelles ou socioculturelles (à titre facultatif)
  - Activités sportives (à titre facultatif)
  - Construction ou aménagement, entretien, gestion d'équipements ou d'établissements culturels, socioculturels, socioéducatifs, sportifs (à titre optionnel)
  - Établissements scolaires (à titre optionnel)
- Environnement
  - Collecte et traitement des déchets des ménages et déchets assimilés (à titre optionnel)
  - Protection et mise en valeur de l'environnement (à titre optionnel)
- Logement et habitat
  - Amélioration du parc immobilier bâti d'intérêt communautaire (à titre optionnel)
  - Opération programmée d'amélioration de l'habitat (OPAH) (à titre optionnel)
  - Programme local de l'habitat (à titre optionnel)
- Sanitaires et social - Action sociale (à titre optionnel)
- Voirie - Création, aménagement, entretien de la voirie (à titre optionnel)

### Régime fiscal et budget
- Régime fiscal (au 01/01/2006): Taxe professionnelle unique (TPU)

## Données statistiques
- Population en 2010 : 14 990 habitants, soit 2,41 %  de la population de la Charente-Maritime.
- Densité de population en 2010 : 82 hab/km2 (Charente-Maritime : 91 hab/km2).
- Évolution annuelle de la population (entre 1999 et 2006): + 1,60 % (+ 1,07 % pour le département)
- Évolution annuelle de la population (entre 1990 et 1999): + 0,49 % (+ 0,61 % pour le département)
- 3 communes de plus de 2 000 habitants : Bourcefranc-le-Chapus, Le Gua et Marennes.
- Pas de commune de plus de 15 000 habitants.